# نصب بورتوفيق التذكاري
كان نصب بورتوفيق التذكاري أو تمثال النمر البنغالي (المعروف أيضاً باسم النصب الحربي الهندي) يقع في الأصل في ميناء بورتوفيق، المتصل بميناء السويس، عند المدخل الجنوبي لقناة السويس. كُشف النقاب عنه في 26 مايو 1926 لصالح هيئة مقابر الحرب الإمبراطورية (هيئة الكومنولث لمقابر الحرب حالياً) وإحياء ذكرى 4,000 ضابط ورجل من الجيش الهندي قتلوا خلال حملة سيناء وفلسطين إبان الحرب العالمية الأولى. صمم المهندسان المعماريان الاسكتلنديان جون جيمس بيرنت [الإنجليزية] وتوماس إس. تيت [الإنجليزية] النصب التذكاري الأصلي. والذي شمل منحوتات للنحات البريطاني تشارلز سرجنت جاغر [الإنجليزية]. وقد وُضع حجر أساسه في 1920 بحضور محافظ السويس الأدميرال خليل بك رياض.

## وصفه
هو عبارة عن مسلة حجرية نُقش على قاعدتها تكريم باللغة الإنجليزية للضباط والجنود الهنود الضين قُتلوا في حملة سيناء وفلسطين. كذلك وضعت لوحات برونزية تضمن تكريماً باللغات الإنجليزية والهندية والأردية والغورموخية. ويقع على جانبي المسلة تمثالين حجريين لنمرين بنغاليين متأهبين يطل أحدهما على مدخل قناة السويس والآخر على ميناء بورتوفيق. لم يبق من النصب التذكاري سوى قاعدته الحجرية حالياً.

## تدميره وإحلاله
دُمر النصب التذكاري بفعل القصف المدفعي الإسرائيلي في الاشتباكات التي تلت حرب 1967، ثم نُقل لاحقاً إلى مقبرة هيليوبوليس العسكرية في شارع نبيل الوقاد في حي مصر الجديدة بالقاهرة، كما تعرضت لوحاته البرونزية للسرقة. لم يحمل النصب المدمر أي أسماء للجنود القتلى، فيما عدا أسماء وحداتهم أو أفواجهم. لكن النصب الجديد في مقبرة هيليوبوليس يحمل لوحات عليها أسماء القتلى في أجنحة مدخل المقبرة العسكرية.
كما تحتوي مقبرة هيليوبوليس العسكرية الجديدة على:
- نصب عدن التذكاري، لإحياء ذكرى أكثر من 600 رجل من قوات الكومنولث قُتلوا في عدن خلال الحرب العالمية الأولى. والذي هُدم خلال أعمال توسيع ميناء عدن في 1967.
- أكثر من 1700 قبر لأفراد خدمة في الكومنولث الذين قتلوا خلال الحرب العالمية الثانية وعدد من القبور لعسكريين من جنسيات أخرى.[2]